# Wsiewołod (Matwijewski)
Wsiewołod, imię świeckie Wołodymyr Pawłowycz Matwijewski (ur. 28 lipca 1942 w Nowochwastowie) – biskup Kościoła Prawosławnego Ukrainy (do 2018 r. Ukraińskiego Kościoła Prawosławnego Patriarchatu Kijowskiego).

## Życiorys
W 1959 ukończył szkołę średnią w rodzinnej miejscowości. W 1962 ukończył technikum w Doniecku, od tego czasu pracował w kopalni z czteroletnią przerwą na służbę wojskową w marynarce wojennej. W 1975 ukończył szkołę górniczą. Po przejściu na emeryturę pracował jako nauczyciel maszyn górniczych i automatyzacji w tejże szkole. W 1995 przyjął święcenia diakonatu i prezbiteratu.  W latach 1996–2002 był sekretarzem eparchii donieckiej, a od stycznia 2003 – ługańskiej. W tym okresie (1999) ukończył seminarium duchowne w Kijowie. 5 lutego 2003 biskup doniecki i mariupolski Jerzy postrzygł go na mnicha. 9 marca natomiast patriarcha Filaret podniósł go do godności archimandryty.
Chirotonię biskupią otrzymał 6 kwietnia 2003 w kijowskim soborze św. Włodzimierza. W latach 2003–2009 sprawował urząd biskupa ługańskiego i starobielskiego. 21 października 2009 mianowany został wikariuszem eparchii donieckiej, z tytułem biskupa słowiańskiego.
Odznaczony został Orderem św. Włodzimierza trzeciego stopnia (23 stycznia 2004).